# فهرست سوابق و آمارهای باشگاه فوتبال آ.ث. میلان
آ.ث. میلان نام باشگاهی حرفه‌ای در زمینهٔ فوتبال است که در شهر میلان، ایالت لمباردی، کشور ایتالیا واقع است. این باشگاه تحت عنوان «باشگاه فوتبال و کریکت میلان» در سال ۱۸۹۹ دایر شد و از همان سال تاکنون در لیگ فوتبال ایتالیا فعالیت می‌کند. میلان در حال حاضر در بالاترین سطح فوتبال ایتالیا، سری آ بازی می‌کند. آن‌ها تنها دو بار به دستهٔ پایین‌تر سقوط کرده‌اند. میلان همچنین از سال ۱۹۵۵ به عنوان اولین تیم ایتالیایی وارد رقابت‌های اروپایی شد.

از منظر تعداد قهرمانی (اسکودتو)، میلان با ۱۹ اسکودتو جایگاه دوم را پس از یوونتوس (۳۶ اسکودتو) در کنار اینتر (۲۰ اسکودتو) در اختیار دارد. در اروپا آمار میلان از سایر تیم‌های ایتالیایی بهتر است. به‌طوریکه با ۷ عنوان قهرمانی، بهترین تیم ایتالیایی تاریخ لیگ قهرمانان است. پائولو مالدینی با ۹۰۲ حضور، بیشترین بازی را برای میلان انجام داده‌است. بهترین گلزن تاریخ باشگاه هم گونار نوردال با ۲۲۱ گل می‌باشد.

## افتخارات
میلان افتخاراتی را هم در ایتالیا و هم در اروپا کسب کرده‌است. ۱۹ اسکودتو، ۵ کوپا ایتالیا و ۸ سوپر جام ایتالیا، افتخارات میلان در داخل ایتالیا می‌باشد. آن‌ها اولین اسکودتوی خود را در دومین سال پس از تأسیس باشگاه کسب کردند و آخرین اسکودتو را در فصل ۲۰۲۱–۲۰۲۲ به‌دست آوردند. همچنین در پایان فصل ۷۹–۱۹۷۸، دهمین اسکودتو را کسب کرده و پس از آن یک ستاره طلایی به نشانه ۱۰ قهرمانی سری آ بر روی لباس میلان حک شد.

### داخلی
میلان با ۳۲ جامی که در داخل ایتالیا در قالب لیگ(۱۹)، جام حذفی(۵) و سوپرجام(۸) کسب کرده بعد از یوونتوس (۶۰) و اینتر (۳۷)، در رده سوم تیم‌های ایتالیایی قرار دارد.

#### لیگ
- سری آ: میلان با ۱۹ اسکودتو در رده دوم قرار دارد.

قهرمان (۱۹): ۱۹۰۱؛ ۱۹۰۶؛ ۱۹۰۷؛ ۵۱–۱۹۵۰؛ ۵۵–۱۹۵۴؛ ۵۷–۱۹۵۶؛ ۵۹–۱۹۵۸؛ ۶۲–۱۹۶۱؛ ۶۸–۱۹۶۷؛ ۷۹–۱۹۷۸؛ ۸۸–۱۹۸۷؛ ۹۲–۱۹۹۱؛ ۹۳–۱۹۹۲؛ ۹۴–۱۹۹۳؛ ۹۶–۱۹۹۵؛ ۹۹–۱۹۹۸؛ ۰۴–۲۰۰۳؛ ۱۱–۲۰۱۰؛ ۲۲–۲۰۲۱
نایب قهرمان (۱۶): ۱۹۰۲؛ ۴۸–۱۹۴۷؛ ۵۰–۱۹۴۹؛ ۵۲–۱۹۵۱؛ ۵۶–۱۹۵۵؛ ۶۱–۱۹۶۰؛ ۶۵–۱۹۶۴؛ ۶۹–۱۹۶۸؛ ۷۱–۱۹۷۰؛ ۷۲–۱۹۷۱؛ ۷۳–۱۹۷۲؛ ۹۰–۱۹۸۹؛ ۹۱–۱۹۹۰؛ ۰۵–۲۰۰۴؛ ۱۲–۲۰۱۱؛ ۲۱–۲۰۲۰
- سری بی:

قهرمان (۲): ۸۱–۱۹۸۰؛ ۸۳–۱۹۸۲

#### جام‌ها
- کوپا ایتالیا: میلان با ۵ قهرمانی به همراه تورینو در رده هفتم قرار دارد.

قهرمان (۵): ۶۷–۱۹۶۶؛ ۷۲–۱۹۷۱؛ ۷۳–۱۹۷۲؛ ۷۷–۱۹۷۶؛ ۰۳–۲۰۰۲
نایب قهرمان (۱۰): ۴۲–۱۹۴۱؛ ۶۸–۱۹۶۷؛ ۷۱–۱۹۷۰؛ ۷۵–۱۹۷۴؛ ۸۵–۱۹۸۴؛ ۹۰–۱۹۸۹؛ ۹۸–۱۹۹۷؛ ۱۶–۲۰۱۵؛ ۱۷–۲۰۱۸، ۲۰۲۵_۲۰۲۴
- سوپرکوپا ایتالیانا: میلان با ۸ قهرمانی در رتبه دوم قرار دارد.

قهرمان (۸): ۱۹۸۸؛ ۱۹۹۲؛ ۱۹۹۳؛ ۱۹۹۴؛ ۲۰۰۴؛ ۲۰۱۱؛ ۲۰۱۶، ۲۰۲۴
نایب قهرمان (۴): ۱۹۹۶؛ ۱۹۹۹؛ ۲۰۰۳؛ ۲۰۱۸

### اروپا
- لیگ قهرمانان اروپا: میلان با ۷ قهرمانی بعد از رئال مادرید در رده دوم قرار دارد.

قهرمان (۷): ۶۳–۱۹۶۲؛ ۶۹–۱۹۶۸؛ ۸۹–۱۹۸۸؛ ۹۰–۱۹۸۹؛ ۹۴–۱۹۹۳؛ ۰۳–۲۰۰۲؛ ۰۷–۲۰۰۶
نایب قهرمان (۴): ۵۸–۱۹۵۷؛ ۹۳–۱۹۹۲؛ ۹۵–۱۹۹۴؛ ۰۵–۲۰۰۴
- سوپرجام اروپا: میلان با ۵ قهرمانی به همراه بارسلونا و رئال مادرید در رده نخست قرار دارد.

قهرمان (۵): ۱۹۸۹؛ ۱۹۹۰؛ ۱۹۹۴؛ ۲۰۰۳؛ ۲۰۰۷
نایب قهرمان (۲): ۱۹۷۳؛ ۱۹۹۳
- جام در جام اروپا: میلان با ۲ قهرمانی و ۱ نائب قهرمانی پایین‌تر از بارسلونا (۴ قهرمانی و ۲ نائب قهرمانی) و اندرلخت (۲ قهرمانی و ۲ نائب قهرمانی) در رده سوم قرار دارد.

قهرمان (۲): ۶۸–۱۹۶۷؛ ۷۳–۱۹۷۲
نایب قهرمان (۱): ۷۴–۱۹۷۳

### بین‌المللی
میلان در مجموع با ۱۸ جام معتبر بین‌المللی پس از رئال مادرید (۲۸) و الاهلی مصر (۲۵)، و به همراه بوکا جونیورز، در رده سوم دنیا قرار دارد و پس از رئال مادرید در رده دوم اروپا قرار دارد.
- جام بین قاره‌ای:

قهرمان (۳): ۱۹۶۹؛ ۱۹۸۹؛ ۱۹۹۰
نایب قهرمان (۴): ۱۹۶۳؛ ۱۹۹۳؛ ۱۹۹۴؛ ۲۰۰۳
- جام باشگاه‌های جهان:

قهرمان (۱): ۲۰۰۷

## رکوردهای افتخارات

### جام‌های بین‌المللی
جام بین قاره‌ای (۳ بار) در سال‌های ۱۹۶۹، ۱۹۸۹، ۱۹۹۰

### جام‌های اروپایی
سوپرجام اروپا (۵ بار) در سال‌های ۱۹۸۹، ۱۹۹۰، ۱۹۹۴، ۲۰۰۳، ۲۰۰۷

## رکوردهای بازیکنان

### حضور
- بیشترین حضور در تمام رقابت‌ها: پائولو مالدینی، ۹۰۲
- بیشترین حضور به عنوان بازیکن خارجی (غیر ایتالیایی) کلارنس سیدورف،۲۰۰۲٫۲۰۱۱
- بیشترین حضور در لیگ: پائولو مالدینی، ۶۴۷
- بیشترین حضور در کوپا ایتالیا: فرانکو بارزی، ۹۷
- بیشترین حضور در رقابت‌های اروپایی: پائولو مالدینی، ۱۶۸
- جوان‌ترین بازیکن حاضر در تیم اول: پائولو مالدینی، ۱۶سال و ۲۰۸روز (در مقابل اودینزه، ۲۰ ژانویه ۱۹۸۵)
- مسن‌ترین بازیکن حاضر در تیم اول: زلاتان ایبراهیموویچ، ۴۱سال و ۲۵روز (در مقابل اودینزه، ۱۹ مه ۲۰۰۷)
- طولانی‌ترین دوران حضور: پائولو مالدینی، ۲۴سال و ۱۳۲روز (از ۲۰ ژانویه ۱۹۸۵ تا ۳۱ مه ۲۰۰۹)

### بیشترین حضور
تنها بر پایهٔ بازی‌های رسمی
بازیکنانی که با علامت (*) مشخص شده‌اند، هم‌اکنون نیز در تیم حضور دارند و آمار مربوط به آن‌ها دقیق نیست.
| #  | نام                  | سال‌های فعالیت       | لیگ | کوپا ایتالیا | یوفا | سایر | مجموع |
| -- | -------------------- | ------------------- | --- | ------------ | ---- | ---- | ----- |
| ۱  | پائولو مالدینی       | ۱۹۸۴–۲۰۰۹           | ۶۴۷ | ۷۲           | ۱۶۸  | ۱۵   | ۹۰۲   |
| ۲  | فرانکو بارزی         | ۱۹۷۷–۱۹۹۷           | ۵۳۲ | ۹۷           | ۷۵   | ۱۵   | ۷۱۹   |
| ۳  | الساندرو کاستاکورتا  | ۱۹۸۶ ۱۹۸۷–۲۰۰۷      | ۴۵۸ | ۷۸           | ۱۱۶  | ۱۱   | ۶۶۳   |
| ۴  | جانی ریورا           | ۱۹۶۰–۱۹۷۹           | ۵۰۱ | ۷۴           | ۷۶   | ۷    | ۶۵۸   |
| ۵  | مائورو تاسوتی        | ۱۹۸۰–۱۹۹۷           | ۴۲۹ | ۷۵           | ۶۴   | ۱۵   | ۵۸۳   |
| ۶  | جنارو گتوزو          | ۱۹۹۹-               | ۳۳۰ | ۲۶           | ۱۰۱  | ۶    | ۴۶۳   |
| ۷  | ماسیمو آمبروزینی (*) | ۱۹۹۵–۱۹۹۷ ۱۹۹۸-     | ۳۰۳ | ۳۴           | ۹۲   | ۷    | ۴۳۶   |
| ۸  | آنجلو آنکویلتی       | ۱۹۶۶–۱۹۷۷           | ۲۷۸ | ۷۱           | ۶۲   | ۷    | ۴۱۸   |
| ۹  | چزاره مالدینی        | ۱۹۵۴–۱۹۶۶           | ۳۴۷ | ۹            | ۴۲   | ۱۴   | ۴۱۲   |
| ۱۰ | دیمیتریو آلبرتینی    | ۱۹۸۸–۱۹۹۰ ۱۹۹۱–۲۰۰۲ | ۲۹۳ | ۴۱           | ۶۵   | ۷    | ۴۰۶   |

### گلزنان
- بیشترین گل در تمام رقابت‌ها: گونار نوردال، ۲۲۱
- بیشترین گل در لیگ: گونار نوردال، ۲۱۰
- بیشترین گل در کوپا ایتالیا: جانی ریورا، ۲۸
- بیشترین گل در رقابت‌های اروپایی: فیلیپو اینزاگی، ۴۳
- بیشترین گل در یک فصل: گونار نوردال، ۳۸(فصل ۱۹۵۰–۵۱)
- بیشترین بازی بدون گل زده: لوئیجی پرورسی، ۳۴۱
- جوان‌ترین گلزن: جانی ریورا، ۱۷سال و ۸۰روز (در مقابل یوونتوس، ۶ نوامبر ۱۹۶۰)
- مسن‌ترین گلزن: الساندرو کاستاکورتا، ۴۱سال و ۲۵روز (در مقابل اودینزه، ۱۹ مه ۲۰۰۷)

### گلزنان برتر
تنها بر پایهٔ بازی‌های رسمی
بازیکنانی که به صورت پررنگ مشخص شده‌اند، هم‌اکنون نیز در تیم حضور دارند و آمار مربوط به آن‌ها دقیق نیست.
| #  | نام               | ملیت | سال‌های فعالیت       | لیگ | کوپا ایتالیا | یوفا | سایر | مجموع |
| -- | ----------------- | ---- | ------------------- | --- | ------------ | ---- | ---- | ----- |
| ۱  | گونار نوردال      |      | ۱۹۴۹–۱۹۵۶           | ۲۱۰ | ۰            | ۴    | ۷    | ۲۲۱   |
| ۲  | آندری شوچنکو      |      | ۱۹۹۹–۲۰۰۶ ۲۰۰۸–۲۰۰۹ | ۱۲۷ | ۷            | ۳۸   | ۴    | ۱۷۵   |
| ۳  | جیانی ریورا       |      | ۱۹۶۰–۱۹۷۹           | ۱۲۲ | ۲۸           | ۱۳   | ۱    | ۱۶۴   |
| ۴  | ژوزه آلتافینی     |      | ۱۹۵۸–۱۹۶۵           | ۱۲۰ | ۹            | ۲۰   | ۱۲   | ۱۶۱   |
| ۵  | آلدو بوفی         |      | ۱۹۳۶–۱۹۴۵           | ۱۰۹ | ۲۲           | ۰    | ۰    | ۱۳۱   |
| ۶  | فیلیپو اینزاگی    |      | ۲۰۰۱–۲۰۱۲           | ۷۲  | ۱۰           | ۴۱   | ۲    | ۱۲۵   |
| ۷  | مارکو فان باستن   |      | ۱۹۸۷–۱۹۹۵           | ۹۰  | ۱۳           | ۱۷   | ۲    | ۱۲۴   |
| ۸  | جوزپه سنت‌آگوستینو |      | ۱۹۲۱–۱۹۳۲           | ۱۰۳ | ۲            | ۰    | ۱    | ۱۰۶   |
| ۹  | کاکا              |      | ۲۰۰۳–۲۰۰۹۲۰۱۴       | ۷۷  | ۰            | ۲۶   | ۱    | ۱۰۴   |
| ۱۰ | پیرینو پراتی      |      | ۱۹۶۶–۱۹۷۳           | ۷۲  | ۱۴           | ۱۶   | ۰    | ۱۰۲   |

### بین‌المللی
- اولین بازیکن ملی پوش: آلدو چونینی و پیترو لانا برای ایتالیا در ۱۵ مه ۱۹۱۰
- بیشترین بازی ملی در زمان عضویت در میلان: پائولو مالدینی، ۱۲۶بار برای ایتالیا
- اولین بازیکن میلان حاضر در جام جهانی: پیترو آرکاری برای ایتالیا در ۱۹۳۴
- بیشترین حضور در جام جهانی در زمان عضویت در میلان: پائولو مالدینی ۲۳بار برای ایتالیا در ۱۹۹۰، ۱۹۹۴، ۱۹۹۸، ۲۰۰۲
- بیشترین گل زده در جام جهانی در زمان عضویت در میلان:جانی ریورا ۳گل برای ایتالیا در ۱۹۶۲، ۱۹۶۶، ۱۹۷۰، ۱۹۷۴
- اولین فاتح جام جهانی: پیترو آرکاری در سال ۱۹۳۴ همراه ایتالیا
- اولین غیر ایتالیایی حاضر در فینال جام جهانی: نیلس لیدهولم همراه سوئد در ۱۹۵۸

## رکوردهای مربیان
- اولین مربی: هربرت کیلپین
- طولانی‌ترین دوران مربی‌گری بر اساس زمان:
  - پیوسته: کارلو آنچلوتی، ۷سال و ۲۳۶روز، از ۶ نوامبر ۲۰۰۱ تا ۳۰ ژوئن ۲۰۰۹
  - ناپیوسته: نرئو روکو، ۹سال و ۱۶۱روز، از ۱۱ ژوئن ۱۹۶۱ تا ۱۶ ژوئن ۱۹۶۳ و از ۱۷ ژوئن ۱۹۶۷ تا ۵ ژوئیه ۱۹۷۲ به‌عنوان سرمربی؛ از ۶ سپتامبر ۱۹۷۲ تا ۱۰ فوریه ۱۹۷۴، سپس از ۵ اکتبر ۱۹۷۵ تا ۲۶ ژوئن ۱۹۷۶ و از ۱۳ فوریه ۱۹۷۷ تا ۳ ژوئیه ۱۹۷۷ به‌عنوان مدیر فنی
- طولانی‌ترین دوران مربی‌گری بر اساس تعداد بازی: نرئو روکو در ۴۵۹ بازی همراه باشگاه بود (۳۲۳ بازی به عنوان سرمربی و ۱۳۶ بازی به عنوان مدیر فنی) طی ۴ مرحله حضور در باشگاه بین سال‌های ۱۹۶۱ و ۱۹۷۷

## رکوردهای باشگاه

### مسابقات
اولین‌ها
- اولین مسابقه: میلان ۲–۰ مدیولانوم، بازی دوستانه، ۱۱ مارس ۱۹۰۰
- اولین مسابقه لیگ: تورینسه ۳–۰ میلان، پریما کتگوریا، ۱۵ آوریل ۱۹۰۰
- اولین مسابقه کوپا ایتالیا: میلان ۷–۱ ریوالورسه، دور دوم، ۶ ژانویه ۱۹۲۷
- اولین مسابقه اروپایی: میلان ۳–۴ ساربروکن، جام باشگاه‌های اروپا، دور اول، ۱ نوامبر ۱۹۵۵

پیروزی‌ها
- رکورد پیروزی: ۱۳–۰ در مقابل آئوداکس مودنا، پریما کتگوریا، ۴ اکتبر ۱۹۱۴
- رکورد پیروزی در خانهٔ حریف: ۱۰–۰ در مقابل آئوسونیا، پریما کتگوریا، ۲۱ اکتبر ۱۹۱۹
- رکورد پیروزی در سری آ: ۹–۰ در مقابل پالرمو، ۱۸ فوریه ۱۹۵۱
- رکورد پیروزی در سری آ در خانهٔ حریف: ۸–۰ در مقابل جنوا، ۵ ژوئن ۱۹۵۵
- رکورد پیروزی در کوپا ایتالیا: ۸–۱ در مقابل [[باشگاه فوتبال پادوا]پادوا]]، ۱۳ سپتامبر ۱۹۵۸
- رکورد پیروزی در کوپا ایتالیا در خانهٔ حریف: ۵–۰ در مقابل کومو، ۸ ژوئن ۱۹۵۸
- رکورد پیروزی در مسابقات اروپایی: ۸–۰ در مقابل یونیون لوکزامبورگ، جام باشگاه‌های اروپا، ۱۲ سپتامبر ۱۹۶۲
- رکورد پیروزی در مسابقات اروپایی در خانهٔ حریف:
  - ۶–۰ در مقابل یونیون لوکزامبورگ، جام اروپا، ۱۹ سپتامبر ۱۹۶۲
  - ۶–۰ در مقابل کپنهاگن، لیگ قهرمانان اروپا، ۲۰ اکتبر ۱۹۹۳
- بیشترین پیروزی در یک فصل سری آ: ۲۸(از ۳۸)، در خلال ۰۶–۲۰۰۵
- کمترین پیروزی در یک فصل سری آ: ۵(از ۳۰)، در خلال ۷۷–۱۹۷۶

شکست‌ها
- رکورد شکست خانگی: ۰–۸ در مقابل بلونیا، پریما دیویشن، ۵ نوامبر ۱۹۲۲
- رکورد شکست در خانهٔ حریف:
  - ۰–۶ در مقابل یوونتوس، ۲۵ اکتبر ۱۹۲۵
  - ۰–۶ در مقابل آژاکس، ۱۶ ژانویه ۱۹۷۴
- رکورد شکست پرگل: ۲–۸ در مقابل یوونتوس، دیویشن نازیوناله، ۱۰ ژوئیه ۱۹۲۷
- رکورد شکست در سری آ: ۰–۵ در مقابل رم، ۳ مه ۱۹۹۸
- رکورد شکست خانگی در سری آ: ۱–۶ در مقابل یوونتوس، ۶ آوریل ۱۹۹۷
- رکورد شکست در کوپا ایتالیا:
  - ۰–۵ در مقابل فیورنتینا، ۱۳ آوریل ۱۹۴۰
  - ۰–۵ در مقابل تورینو، ۱۶ مه ۱۹۴۳
- رکورد شکست خانگی در کوپا ایتالیا: ۰–۴ در مقابل رم، ۲۱ نوامبر ۱۹۷۹
- رکورد شکست در مسابقات اروپایی: ۰–۶ در مقابل آژاکس، سوپر کاپ اروپا، ۱۶ ژانویه ۱۹۷۴
- رکورد شکست خانگی در مسابقات اروپایی:
  - ۰–۲ در مقابل بارسلونا، جام باشگاه‌های اروپا، ۴ نوامبر ۱۹۵۹
  - ۰–۲ در مقابل اسپانیول، جام یوفا، ۲۱ اکتبر ۱۹۸۷
  - ۰–۲ در مقابل آژاکس، لیگ قهرمانان اروپا، ۲۳ نوامبر ۱۹۹۴
  - ۰–۲ در مقابل لیل، لیگ قهرمانان اروپا، ۶ دسامبر ۲۰۰۶
  - ۰–۲ در مقابل آرسنال، لیگ قهرمانان اروپا، ۴ مارس ۲۰۰۸
  - ۰–۲ در مقابل آژاکس، لیگ قهرمانان اروپا، ۸ دسامبر ۲۰۱۰
- بیشترین شکست در یک فصل سری آ: ۱۵(از ۳۴)، در خلال ۳۱–۱۹۳۰
- کمترین شکست در یک فصل سری آ: بدون شکست(از ۳۴)، در خلال ۹۲–۱۹۹۱

گل‌ها
- بیشترین گل زده رسیده در یک فصل سری آ: ۱۱۸ در ۳۸ مسابقه، در خلال ۵۰–۱۹۴۵
- کمترین گل زده رسیده در یک فصل سری آ: ۲۱ در ۳۰ مسابقه، در خلال ۸۲–۱۹۸۱
- بیشترین گل خورده در یک فصل سری آ: ۶۲ در ۳۴ مسابقه، در خلال ۳۳–۱۹۳۲
- کمترین گل خورده در یک فصل سری آ: ۱۲ در ۳۰ مسابقه، در خلال ۶۹–۱۹۶۸

امتیازات
- بیشترین امتیاز در یک فصل سری آ:
  - دو امتیاز برای هر پیروزی: ۶۰ در ۳۸مسابقه، در خلال ۵۱–۹۵۰
  - سه امتیاز برای هر پیروزی:
    - ۸۲ در ۳۴ مسابقه، در خلال ۰۴–۲۰۰۳
    - ۸۲ در ۳۸ مسابقه، در خلال ۱۱–۲۰۱۰
- کمترین امتیاز در یک فصل سری آ:
  - دو امتیاز برای هر پیروزی: ۲۴ در ۳۰ مسابقه، در خلال ۸۲–۱۹۸۱
  - سه امتیاز برای هر پیروزی: ۴۳ در ۳۴ مسابقه، در خلال ۹۷–۱۹۹۶